# Špilberk (přírodní památka)
Špilberk je přírodní památka poblíž obce Ocmanice v okrese Třebíč v nadmořské výšce 394–412 metrů. Oblast spravuje Krajský úřad Kraje Vysočina. Důvodem ochrany je lokalita koniklece velkokvětého (Pulsatilla grandis). V roce 2017 nedaleko chráněného území a evropsky významné lokality přibyla značka zakazující vjezd automobilů.